# 自由诗
自由诗歌（英語：free verse）是一种开放式的诗歌，不受固定韵律、押韻或任何声调模式的约束。因此，许多属于自由诗类的诗歌都会遵循人类语言声调天然所形成的韵律。